# Ulla Grytt
Ulla Margareta Grytt, ogift Bäärnhielm, född 29 september 1936 i Kungsholms församling i Stockholm, död 2 september 2024 i Stureby, Stockholm, var en svensk textilkonstnär.
Ulla Grytt var dotter till avdelningschefen Axel Bäärnhielm och hushållsläraren Elsa, ogift Sigfrid. Hon var utbildad på Konstfacks textilavdelning åren 1955–1961.
Under 1960- och 1970-talen gestaltade hon med sina figurativa verk ett politiskt socialt engagemang, hennes skapande har efterhand sedan tagit ett mera fritt abstrakt uttryck. Hennes verk består av applikation, broderi, tygtryck och vävnader. Hon har utfört ett flertal offentliga utsmyckningar, exempelvis vävnaderna Livsgnistor åt Gävle sjukhus 1998. 
Grytt var medlem i Textilgruppen 1971–1986. Hon fick LO:s kulturstipendium 1997 och Johan Ahlbäckspriset 2003.
Grytt finns representerad i Sverige, på Nationalmuseum, Röhsska museet, Nordiska museet, men också i länder som Tanzania, Lettland, Polen och Malaysia. 
Ulla Grytt var 1960–1975 gift med inredningsarkitekten Hans Grytt (född 1936), son till reklammannen Sten Grytt och Astrid, ogift Alin. Ulla Grytt är mor till artisten Kajsa Grytt (född 1961) och skådespelaren Per Grytt (född 1963).